# ان‌جی‌سی ۱۷۴
ان‌جی‌سی ۱۷۴ (انگلیسی: NGC 174) نام یک کهکشان در صورت فلکی نهنگ است.